# العلاقات المجرية اللاوسية
العلاقات المجرية اللاوسية هي العلاقات الثنائية التي تجمع بين المجر ولاوس.

## مقارنة بين البلدين
هذه مقارنة عامة ومرجعية للدولتين:
| وجه المقارنة                                              | المجر                                                       | لاوس        |
| --------------------------------------------------------- | ----------------------------------------------------------- | ----------- |
| المساحة (كم2)                                             | 93.04 ألف                                                   | 236.80 ألف  |
| عدد السكان (نسمة)                                         | 9.78 مليون                                                  | 6.86 مليون  |
| الكثافة السكانية (ن./كم²)                                 | 105.12                                                      | 28.97       |
| العاصمة                                                   | بودابست                                                     | فيينتيان    |
| اللغة الرسمية                                             | لغة مجرية                                                   | اللغة اللاو |
| العملة                                                    | فورنت مجري                                                  | كيب لاوي    |
| الناتج المحلي الإجمالي (بليون دولار)                      | 139.14 مليار                                                | 16.85 مليار |
| الناتج المحلي الإجمالي (تعادل القوة الشرائية) بليون دولار | 260.42 مليار                                                | 38.71 مليار |
| الناتج المحلي الإجمالي الاسمي للفرد دولار أمريكي          | 12.36 ألف                                                   | 1.82 ألف    |
| الناتج المحلي الإجمالي للفرد دولار أمريكي                 | 25.07 ألف                                                   |             |
| مؤشر التنمية البشرية                                      | 0.828                                                       | 0.575       |
| رمز المكالمات الدولي                                      | +36                                                         | +856        |
| رمز الإنترنت                                              | .hu                                                         | .la         |
| المنطقة الزمنية                                           | ت ع م+01:00، ت ع م+02:00، أوروبا/بودابست ‏، توقيت وسط أوروبا | ت ع م+07:00 |

## منظمات دولية مشتركة
يشترك البلدان في عضوية مجموعة من المنظمات الدولية، منها:
| علم المنظمة | اسم المنظمة                        | تاريخ انضمام المجر | تاريخ انضمام لاوس |
| ----------- | ---------------------------------- | ------------------ | ----------------- |
|             | مؤسسة التنمية الدولية              | 29 أبريل 1985      | 28 أكتوبر 1963    |
|             | يونسكو                             | 14 سبتمبر 1948     | 9 يوليو 1951      |
|             | وكالة ضمان الاستثمار متعدد الأطراف | 21 أبريل 1988      | 5 أبريل 2000      |
|             | الأمم المتحدة                      | 14 ديسمبر 1955     | 14 ديسمبر 1955    |
|             | البنك الدولي للإنشاء والتعمير      | 7 يوليو 1982       | 5 يوليو 1961      |
|             | منظمة حظر الأسلحة الكيميائية       | ?                  | ?                 |
|             | مؤسسة التمويل الدولية              | 29 أبريل 1985      | 29 يناير 1992     |
|             | منظمة الشرطة الجنائية الدولية      | ?                  | ?                 |

## وصلات خارجية
- موقع وزارة الخارجية المجرية
- موقع وزارة الخارجية اللاوسية